# Савкинская Речка
Савкинская Речка — река в России, протекает по Нижневартовскому району Ханты-Мансийского АО. Устье реки находится в 16 км от устья реки Вах по левому берегу. Длина реки составляет 35 км. В 9 км от устья впадает безымянный левый приток.

## Данные водного реестра
По данным государственного водного реестра России относится к Верхнеобскому бассейновому округу, водохозяйственный участок реки — Вах, речной подбассейн реки — бассейн притоков (Верхней) Оби от Васюгана до Ваха. Речной бассейн реки — (Верхняя) Обь до впадения Иртыша.
Код объекта в государственном водном реестре — 13011000112115200040944.